# Openbare kade Tung Ping Chau

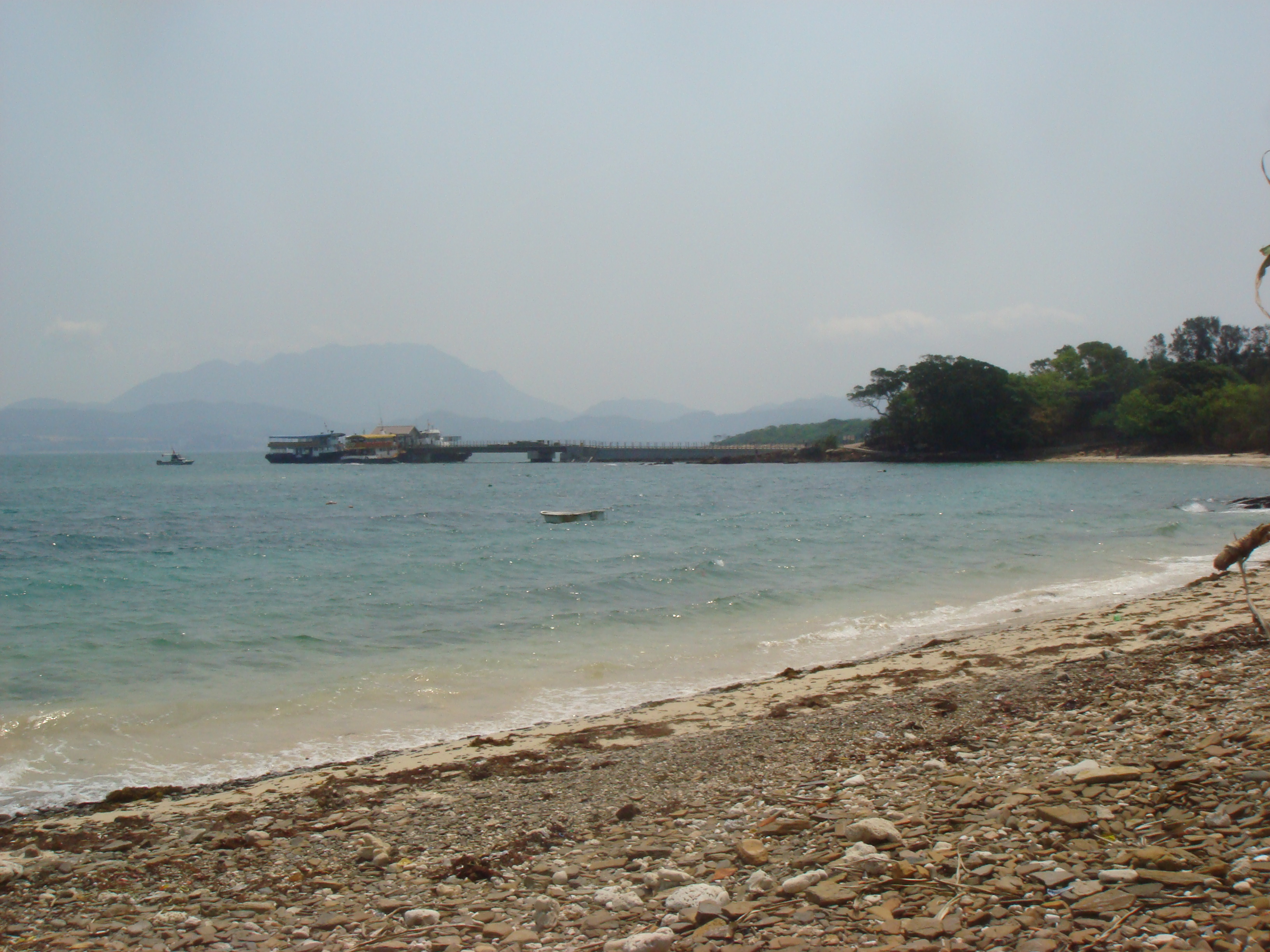
De steiger in de verte

Openbare Tung Ping Chaukade is de steiger van het Hongkongse eiland Ping Chau. Het ligt in Wong Ye Kok (hanzi: 王爺角) op het eiland. Dit eiland ligt in de Dapeng Wan en is nabij de kustlijn van Dapeng Bandao. De steiger is door de Hongkongse overheid bekostigd en is de enige steiger van het eiland. In 2007 werd het bouwwerk verbeterd. Elk weekend varen er boten tussen de Openbare Tung Ping Chaukade en de Ma Liu Shuikade van Sha Tin District. De meeste gebruikers van deze veerdiensten zijn Hongkongse toeristen. De lokale bevolking van Ping Chau hebben meestal eigen boten of bootjes om naar andere gebieden te kunnen reizen.